# Agostino Giambelli
Agostino Giambelli (* 1891 in Mailand; † 1978 ebenda) war ein italienischer Bauingenieur und Politiker.
Giambelli promovierte im Fach Ingenieurwissenschaften. Er war Parteiführer des Partito popolare, später Stadtrat für die Democrazia Cristiana. In den 1950er Jahren wurde er Zweiter Bürgermeister von Mailand. Er erwarb sich große Verdienste beim Bau der U-Bahn. In Erinnerung seines Beitrages wurde am U-Bahnhof San Babila eine Gedenktafel angebracht. 1958 wurde er mit dem Großen Verdienstkreuz der Bundesrepublik Deutschland ausgezeichnet.

## Schriften
- Milano in cinque anni: sintesi della ricostruzione. - Massimo, 1951
- Il cielo di vetro: vecchia e nuova Milano. - Mailand, 1956

| Personendaten    | Personendaten                            |
| ---------------- | ---------------------------------------- |
| NAME             | Giambelli, Agostino                      |
| KURZBESCHREIBUNG | italienischer Bauingenieur und Politiker |
| GEBURTSDATUM     | 1891                                     |
| GEBURTSORT       | Mailand                                  |
| STERBEDATUM      | 1978                                     |
| STERBEORT        | Mailand                                  |